# Магнус (Анхалт-Кьотен)
Магнус фон Анхалт-Кьотен (на немски: Magnus von Anhalt-Köthen; * 1455, † октомври 1524) от род Аскани е княз на Анхалт-Кьотен от 1475 до 1508 г. и каноник в Магдебург 1455 г.
Той е големият син на княз Адолф I († 1473) и съпругата му Кордула фон Линдов-Рупин († 1 юни 1508). Брат е на Виллелм (1457-1504), францискански монах, и на Адолф II (1458–1526), княз на Анхалт-Кьотен (1475–1508), епископ на Мерзебург от 1514 г.
Магнус управлява княжеството заедно с брат си Адолф II и до 1500 г. с братовчед му Филип (1468–1500), син на чичо му Албрехт VI (полубрат на баща му), и до 1508 г. с Валдемар VI (1450–1508), най-възрастният син на княз Георг I от Анхалт-Цербст.